# Réforme des PTT de 1990
La réforme des PTT a scindé l'administration des PTT en deux entreprises publiques : La Poste et France Télécom. Annoncée à la mi-1988, la réforme est adoptée par le parlement en 1990. D'autres lois créeront quelques années plus tard deux sociétés anonymes, à capitaux privés pour France Télécom et à capitaux publics pour La Poste.

## Ce qui existait

### Le statut juridique des PTT
Créée par les Lois sur le télégraphe de 1878, s'inspirant du Telegraph Act de 1869, l'administration des Postes et Télégraphes obtient l'année suivante son ministère des Postes et Télégraphes, qui englobe dès 1889 l'exploitation du Téléphone. Le terme PTT devient courant dès la fin du XIXe siècle. 
La loi de finances du 30 juin 1923 dote les PTT d'un budget annexe et crée un « Conseil supérieur des PTT », où siègent six représentants du personnel, élus chaque année et se réunissant « au moins une fois par mois ». Un agent comptable est chargé de centraliser toutes les opérations budgétaires et veiller à un compte d'exploitation. Malgré cela, les PTT n'obtiendront guère plus d'autonomie par rapport aux impératifs fiscaux et politiques de l'État. Les discussions annuelles du budget des PTT laissent le champ libre à la tutelle politique. Le budget annexe lui sert à se défausser de certaines de ses obligations. Les élections annuelles, supprimées en 1939 au prétexte de mobilisation militaire, ne sont pas rétablies après la Libération.

### La nécessité du changement
L'accroissement des échanges, la révolution des modes de communications mettent en évidence l'inadaptation du système administratif. La reconstruction de la France après 1945, puis le boom économique des « Trente Glorieuses », ne sont pas mis à profit par les PTT pour opérer une modernisation de son outil de production. Faute d'un pilotage économique prospectif, faute d'une volonté politique qui assure les évolutions techniques, ce n'est qu'au début des années 1970, que débute l'automatisation du tri du courrier. Celle-ci nécessite de forts investissements. De même le téléphone a pris un retard tel que sa modernisation exige des fonds que seul le marché financier peut lui procurer.
La prise de conscience de la nécessité d'un changement de fonctionnement des PTT est partagée par tous. Les organisations syndicales demandent l'application réelle du budget annexe, la démocratisation des choix et le renforcement du service public. Les responsables administratifs réclament l'autonomie de décision et des moyens financiers à la hauteur des défis technologiques. Les responsables politiques sont partagés entre libéralisme ouvrant les activités des PTT aux marchés, et étatisme planificateur. Surtout ils redoutent le coût social d'une réforme. La grande grève des PTT de l'automne 1974 a mis en évidence la sensibilité du personnel des PTT sur tout ce qui peut mettre en cause leur statut de fonctionnaire et le service rendu au public.

### 1974-1988, l'expertise et les essais
- 1974. Une commission d'enquête parlementaire propose de scinder Téléphone et Poste, en créant un établissement public pour le premier.
- 1976. Création d’une société d'économie mixte, Transpac, chargée de la transmission de données
- 1978. Deux rapports d'experts, l'un général (rapport Nora-Minc) et l'autre spécifique aux PTT (rapport Rippert) proposent de scinder les PTT.
- 1984. Le ministre socialiste des PTT de 1981 à 1986, Louis Mexandeau commande le « rapport Chevallier », qui abonde dans le même sens : scission des PTT, réformes de structures, recours au privé.
- 1984. La CGT des PTT publie, sous la direction d'un chercheur des télécommunications, Pierre Musso un livre titré : PTT, si on gérait autrement ?
- 1985. Création aux PTT d'une « direction à la stratégie ».
- 1987. Projet de séparation de la Poste et des Télécoms, du ministre du gouvernement de cohabitation, Gérard Longuet.

## Les acteurs et le processus de la réforme

### Les deux « entreprises » de l'administration PTT
Dans les faits, depuis la disparition du secrétariat général des PTT en 1971, Poste et Télécommunications sont deux branches aux poids économiques différents, dotées de filiales :
- Chiffres d'affaires 
  - la Poste (+ filiales) : 64,8 milliards de francs
  - les télécoms (+ filiales) : 99,4 milliards de francs
- Investissements
  - la Poste : 3,5 milliards, dont 0,15 pour la recherche pure
  - les Télécoms : 29,2 milliards, dont 2,4 pour la recherche pure
- Effectifs : en 1989, les PTT emploient 470 576 salariés, dont 33 628 contractuels et auxiliaires (6,5 %, pour les remplacements d'été et les mi-temps).
  - La Poste emploie 302 568 personnes, dont 273 369 fonctionnaires (90 %)
  - Les Télécom : 159 016 télécommunicants dont 154 553 fonctionnaires (94 %)
  - services communs : 9 026 fonctionnaires.
- Les pourcentages par catégories de la fonction publique :
  - catégorie A (ingénieurs et cadres) - Poste : 7 % . - Télécom : 12,9 %
  - catégorie B (techniciens, contrôleurs) - Poste : 29,2 % . - Télécom : 40,3 %
  - catégorie C (employés)   - Poste : 61 %  . - Télécom : 44,9 %
  - catégorie D   - Poste : 2,7 % . - Télécom : 1,8 %

### L'évolution du paysage syndical
La réforme s'est effectuée alors que les divisions au sein de la CFDT culminaient. Fin 1987, la tendance majoritaire d'Edmond Maire, critiquée lors du congrès de 1985, reprend en main dans des conditions discutées l'Union régionale interprofessionnelle parisienne, ce qui entraîne les démissions coup sur coup de Christian Marquette, responsable de la Fédération chimie-énergie, et Denis Tonerre, secrétaire général de la puissante Fédération unie des postes et télécoms (FUPT CFDT). Il est remplacé par Jean-Claude Desrayaud. La CFDT a d'abord assuré qu'elle combattra la réforme, puis, « après avoir obtenu des engagements précis du ministre et du gouvernement », elle « s’engage tant dans le volet institutionnel que dans le volet social de la réforme ».

### La « méthode Quilès »
La phase de « conception initiale » des lois est intervenue dès juin 1988, selon Rémy Dullieux, conseiller de[réf. nécessaire] Paul Quilès, ministre des PTT du gouvernement de Michel Rocard. Le prédécesseur Gérard Longuet vient d'échouer à imposer une réforme similaire, faute de débat préalable. Paul Quilès propose une méthode différente : pendant 6 mois il fait s'exprimer les syndicats, tout en contrôlant cette expression par une intense communication, interne et externe, dirigée vers l'objectif recherché : sortir les PTT de l'administration, pour les inclure « dans la perspective européenne » de mise en  concurrence des « opérateurs publics ». Paul Quilès promet « le maintien de l’unité humaine et sociale » à La Poste et à France Télécom. Il annonce dans un entretien exclusif au Monde, le 8 décembre 1988, que les personnels pourront conserver leur statut de fonctionnaires, même si ce ne sera pas le cas des nouveaux embauchés. Ils bénéficieront aussi d'une « plus grande autonomie de gestion ». La direction de la CFDT, après s'y être opposé, soutiendra la réforme, sous la pression d'Edmond Maire, proche du premier ministre Michel Rocard et qui achève son mandat.
- juin 1988 : la « conception initiale » des lois débute, pilotée par Rémy Dullieux[réf. nécessaire]
- octobre 1988 : la Grève des infirmières françaises de l'automne 1988 inquiète Michel Rocard
- octobre 1988 : le centre de tri de Lille-Lezennes en grève sur les effectifs. Nancy, Marseille, Rouen, Bordeaux, et Bobigny font de même[3].
- 4 novembre 1988 : « La grève continue dans les sept garages P.T.T. de la région parisienne », titre le quotidien Le Monde et paralyse les centres de tri. Les conducteurs protestent contre la sous-traitance au privé[4], via une coordination et des assemblées générales quotidiennes[5].
- 10 novembre 1988 : 64,3 % des grévistes consultés à bulletins secrets se prononcent pour la poursuite de l'action, selon un tract CGT[6].
- novembre 1988 : des postiers CFDT démandatés par la confédération créent SUD-PTT, dont le premier congrès aura lieu 19 au 22 septembre 1989.
- 28 novembre 1988 : « la presse écrite est sinistrée par la grève » qui a duré du 15 octobre au 18 novembre, dénonce Georges Montaron, directeur de l’hebdomadaire Témoignage chrétien, dans une lettre ouverte au ministre.
- 6 décembre 1988 : Paul Quilès demande à Hubert Prévot, 60 ans, ex-dirigeant national de la CFDT et compagnon de Michel Rocard au Parti socialiste unifié de piloter le débat sur la future loi.
- 22 juin 1989 : 50 000 grévistes, plus forte grève aux P.T.T. depuis 2 ans[7].
- 23 juin 1989 : intervention dans le débat de Michel Rocard, pour « une évolution ambitieuse et sans tabous » des PTT. (Le Monde, 24 juin)
- 31 juillet 1989 : le « rapport Prévot » fait la synthèse du débat : création de deux entreprises autonomes, urgence de la réforme, « prudence et calme » dans la modalité de son application, 8 000 réunions avec les agents, 75 000 agents en direct par vidéotransmission, 7 journaux tirés à 520 000 exemplaires, 327 000 réponses des usagers.
- 8 septembre 1989 : le ministre rencontre les syndicats pour discuter des volets sociaux et institutionnels. La CGT boycotte ce premier rendez-vous puis participe au « dialogue » à partir du 3 octobre.
- 8 novembre 1989 : Michel Rocard annonce le dépôt d'un projet de loi, rendant autonomes La Poste et France Télécom. Mise en place de commissions et de groupes de travail
- 20 novembre 1989 : début des négociations sur les « classifications » du personnel, cheval de Troie permettant de contourner son statut. L'entreprise lance une intense communication interne pour emporter l'adhésion : journal mensuel diffusé à 500 000 exemplaires, service minitel, prospectus, brochures, débats en réseau.
- 21 mars 1990 : présentation en conseil des ministres du projet de loi. Appel à la grève de la part de la CGT : 3 % de participation selon la direction des PTT. Hormis quelques centres de tri postal, la grève, combattue par la CFDT, est un échec.
- 2 avril 1990 : le conseil supérieur des PTT adopte le texte.
- 3 avril 1990 : un appel à la grève lancé par trois syndicats (CGT, FO, SUD) est suivi par moins de 20 % du personnel selon les chiffres officiels, par 10 000 salariés selon la CGT. Mais aucun mouvement durable ne prend forme.

### L'adoption au Parlement
- 12 mai 1990 : la loi réformant les PTT est adoptée en 1re lecture par 284 députés (272 élus du Parti socialiste, 2 UDC, dont Raymond Barre, ancien Premier ministre et quelques non-inscrits), contre 45 (26 PCF, 3 RPR, 13 UDF, 3 non-inscrits). Les autres députés s'abstiennent (RPR, UDF, UDC)
- 7 juin 1990 : adoption au Sénat d'un texte remanié : tous les groupes sénatoriaux votent « pour », sauf le groupe communiste.
- 27 juin 1990: après une deuxième navette entre les deux assemblées, le texte de loi est adopté par 285 députés, contre 30. Seul le groupe PCF a maintenu son opposition . Le Monde titre le 14 mai : « L’abstention de la droite et du centre a facilité l’adoption de la réforme des PTT ».
- 8 juillet 1990: parution au Journal officiel de la loi promulguée no 90-568 du 2 juillet 1990 relative à l'organisation du service public de la poste et des télécommunications qui crée à compter du 1er janvier 1991 deux exploitants autonomes de droit public : La Poste et France Télécom.
- 19 septembre 1990: projet de loi sur la réglementation des Télécommunications pour abolir la régulation étatique existant en France depuis Louis-Philippe, transcrite dans l’article L.33 du code des PTT, datant du 2 mai 1837.
- 29 décembre 1990 : adoption de la loi n° 90-1170 sur la réglementation des télécommunications qui paraît au Journal officiel le 30 décembre.

## Les syndicats des PTT et la réforme
- 9 juillet 1990 : parution de la loi au Journal officiel. Le même jour a lieu la signature d'un accord social avalisant les réformes des classifications. Il est ratifié par les organisations syndicales CFDT, Force ouvrière, et CFTC. Seule, la CGT refuse de signer. Mais en cours de route, la CFDT-PTT a dû enregistrer la rupture d'un nombre important d'adhérents qui créent une nouvelle organisation syndicale, Sud-PTT dans un paysage social fortement déstabilisé par la réforme.
- 1er janvier 1991 : La Poste et France Télécom naissent en tant que deux « exploitants autonomes de droit public ».

## Sources
- PTT Histoire d'une réforme 1989-1990. N° hors série de Messages des Postes des télécommunications et de l'Espace, Ministère des PTE, 1990.
- Bilan social des PTT, année 1989. Ministère des PTE, 1990.
- Hubert Prévot : Rapport de synthèse remis à Paul Quilès ministre des Postes, des Télécommunications et de l'Espace, 31 juillet 1989. (À l'issue du débat public sur l'avenir de la Poste et des Télécommunications)  Ministère des PTE, 1989.
- Jacques Chevallier : L'avenir de la Poste, rapport de mission au ministre des Postes et Télécommunications et de la Télédiffusion. La Documentation française, mai 1984, collection des rapports officiels.  (ISBN 2-11-001 266-8)
- PTT, si on gérait autrement ?. (Analyses et propositions de la Fédération CGT des PTT pour une gestion efficace du service public), PTT-CGT, 1984, 336 p.
- Jocelyne Barreau : la réforme des PTT. Quel avenir pour le service public ? Éditions La Découverte, Paris, 1995, 276 p.  (ISBN 2-7071-2461-3)
- Alain Gautheron : Du bulletin officiel à la communication d'entreprise. Le cas de La Poste et de France Télécom. UFC CGT-PTT, 1998.
- Emmanuel de la Burgade, Olivier Roblain (coordonné par) : "Bougez avec La Poste", les coulisses d'une modernisation. La Dispute, éditeur, Paris, 2006.  (ISBN 2-84303-133-8)